# 蔣誼
蔣誼（1439年—1487年），字宗誼，號未齋，又號石屋居士，晚號憨翁，南京太医院官籍應天府句容縣人，明朝政治人物。成化二年進士，官至監察御史。

## 生平
成化元年（1465年）乙酉科應天府鄉試第十五名舉人。成化二年（1466年）聯捷丙戌科進士。授杭州府推官，先後因丁憂改紹興、金華，擢監察御史，屢有疏劾，多見採納。因戶部郎中谷至愚所訟，下獄。孝宗登極，遇赦出，病卒。年四十九歲。

## 著作
有《經緯文衡》、《續宋論紀》、《竹石屋間鈔》、《吹吹餘音》、《憨翁新錄》凡四十五卷。

## 家族
曾祖父蔣伯雝，元進士。祖父蔣用文，曾任院判，贈院使。父亲蔣主孝。母史氏。具庆下。